# تاریخ مشرق (ژاکو د ویتری)
تاریخ مشرق دیگر اثر یعقوب ویتری که در واقع تاریخی‌ست عمومی با اشاره به راه‌ها، بنادر و وضعیت شهرهای شرق به‌ویژه مصر و شام که شامل حکمت‌ها و اندرزهای مردمی نیز است که بعدها جاناتان ریلی اسمیت در کتاب جنگ‌های صلیبی خود، آنها را گردآوری کرده‌است.